# Vamos Uruguay
Vamos Uruguay és un sector polític del Partit Colorado de l'Uruguai que va ser creat el 2007, després d'una trobada de dirigents a la ciutat de Trinidad, capital del departament de Flores. El sector va ser integrat inicialment per l'exministre Guillermo Stirling, Ope Pasquet, Alberto Brause i Germán Cardoso, sota el lideratge de Pedro Bordaberry.
És un moviment o partit catch-all, també conegut com a "big tent" (gran carpa), el qual busca atreure persones de punts de vista diversos. Normalment no s'adhereix a cap ideologia massa específica ni aplica criteris estrictes, amb la finalitat de captar més simpatitzants.
Actualment, és el sector polític del candidat presidencial Pedro Bordaberry i té tres diputats al parlament de l'Uruguai: Germán Cardoso, Daniel Bianchi i Gonzalo Texeira.